# The Ego Has Landed
The Ego Has Landed (en español: El ego ha aterrizado) es el nombre del primer álbum recopilatorio publicado en 1999 por Robbie Williams. El álbum incluye temas de sus dos primeros álbumes de estudio Life Thru a Lens y I've Been Expecting You. Hasta ahora se han vendido más de 4 millones de copias.

## Lista de canciones
1. "Lazy Days" – 3:53
2. "Millennium" – 4:04
3. "No Regrets" – 5:09
4. "Strong" – 4:37
5. "Angels" – 4:24
6. "Win Some Lose Some" – 4:19
7. "Let Me Entertain You" – 4:21
8. "Jesus In A Camper Van" – 3:38 (reemplazado por "Phoenix From The Flames" - 4:02)
9. "Old Before I Die" – 3:54
10. "Killing Me" – 3:57
11. "Man Machine" – 3:35
12. "She's The One/It's Only Us" – 4:18
13. "Karma Killer" – 4:28
14. "One Of God's Better People" – 3:35

- Las ediciones latinoamericanas del álbum incluyen la versión en español de "Angels" como la pista 15.

## Certificaciones
| País           | Ubicación     | Certificación | Ventas/compras |
| -------------- | ------------- | ------------- | -------------- |
| Argentina      |               | Oro           | 30,000+        |
| Australia      |               | Oro           | 35,000+        |
| Canadá         |               | Platino       | 100,000+       |
| Nueva Zelanda  | 1 (2 semanas) | 9x Platino    | 135,000+       |
| Estados Unidos | 63            | Oro           | 598,000+       |